# Les Stéroïdes, ça déchire
Les Stéroïdes, ça déchire (Up the Down Steroid en version originale) est le deuxième épisode de la huitième saison de la série animée South Park, ainsi que le 113e épisode de l'émission.

## Synopsis
Alors que les Jeux olympiques spéciaux commencent à Denver, Cartman, voyant qu'il y a de l'argent en jeu, décide de se faire passer pour un handicapé pour empocher la cagnotte. Jimmy décide quant à lui de tout faire pour gagner les jeux, quitte à prendre des stéroïdes.